# ФК Истогу
Фудбалски клуб Истогу (алб. Klubi Futbollistik Istogu), познат као Истогу, професионални је фудбалски клуб из Истока. Игра у Првој лиги Републике Косово.

## Играчи
| Бр. |         | Позиција | Играч                                 |
| --- | ------- | -------- | ------------------------------------- |
|     | Србија  | Г        | Дардан Подримај                       |
|     | Србија  | Г        | Ваљмир Хајризај                       |
|     | Србија  | О        | Блеон Аљушај                          |
|     | Србија  | О        | Дардан Бајрактари                     |
|     | Србија  | О        | Егзон Куртеши                         |
|     | Србија  | О        | Фатмир Реџај                          |
|     | Србија  | О        | Гранит Адемај                         |
|     | Србија  | О        | Рагип Мазрекај                        |
|     | Камерун | С        | Дилан Ефа (на позајмици из Балканија) |
|     | Србија  | С        | Фатон Незири                          |

| Бр. |               | Позиција | Играч                   |
| --- | ------------- | -------- | ----------------------- |
|     | Србија        | С        | Херолинд Зекај          |
|     | Србија        | С        | Куштрим Силај           |
|     | Камерун       | С        | Маријус Стефане         |
|     | Србија        | С        | Ћендрим Јахај (капитен) |
|     | Србија        | С        | Ћендрим Краснићи        |
|     | Србија        | Н        | Ерјон Ћета              |
|     | Србија        | Н        | Фљорент Реџај           |
|     | Србија        | Н        | Маљсор Бљакај           |
|     | Енглеска      | Н        | Јоан Марк Оливијер      |
|     | Источни Тимор | Н        | Бертранд Дорсалфин      |